# IMessage
iMessage(아이메시지)는 iOS 5와 OS X 마운틴 라이언의 인스턴트 메신저다.
iMessage는 iOS 5 또는 그 이상을 실행하는 기기와 OS X 마운틴 라이언 또는 그 이상을 실행하는 컴퓨터에서만 가능하다. 무료로 메시지를 발송하고 수신할 수 있으며, 사진이나 동영상, 파일 전송이 가능하다.

## 같이 보기
- 페이스타임
- 메시지 (애플)